# القاسم بن يوسف التجيبي
القاسم بن يوسف بن محمد بن علي التجيبي البلنسي السبتي. وبنو تجيب من السكون من كندة. جغرافي ورحالة[ ؟ ] أندلسي.
هو من بلنسية أصلا، كما أثبت هوذلك في برنامجه، وقد سقطت بلنسية في يد المسيحيين سنة 488هـ على يدالقشتاليين.
ويبدو أن هذا سبب هجرته إلى سبتة التي نشأ فيها شأنه شأن العديد من الأسر الأندلسية، وقد أحيو التراث والتقاليد الأندلسية في سبتة.

## مولده
لم يثبت مولده ولكنه أشار في برنامجه أنهولد في حوالي سنة (1271م)(670هـ) بينما يحدد أحمد بابا التمبكتي ولادته بسنة 666هـ، 1367م.

## وفاته
توفي حوالي سنة 730 هـ 1329م عن عمر بلغ حوالي الستين سنة.

## برنامج التجيبي
يقدم هذا الكتاب - الذي سماه برنامجا - إضافة جديدة لسند الثقافة الإسلامية بالمغرب في أوائل القرن الثامن الهجري، فهو عمل ينتمي الي كتب البرامج، وفهارس المرويات الذي أولاه الأندلسيون والمغاربة عناية فائقة، وتركوا فيه آثارا معروفة.
فقد خرج التجيبي في رحلته للحج منطلقا من سبتة حوالي سنة 695هـ ,ومرّ بمراكز الثقافة الإسلامية المعروفة لعهده، فلقي بها العلماء وروى عنهم، ووصل سنده بأسانيدهم، ووثّق كتبه، وقدم لنا عن هذه الرحلة وثيقة على غاية من الأهمية، تلف منها الكثير، وبقى قسم نشر بعنوان<<مستفاد الرحلة والاغتراب>>.

## المصدر
- برنامج التجيبي - تحقيق: عبد الحفيظ منصور - ط 1981 - الدار العربية للكتاب